# República da Macedônia nos Jogos Olímpicos de Verão de 2000
A República da Macedônia participou dos Jogos Olímpicos de Verão de 2000 em Sydney, Austrália.